# بوبي لوك (لاعب كرة قاعدة)
بوبي لوك (بالإنجليزية: Bobby Locke)‏ هو لاعب كرة قاعدة أمريكي، ولد في 3 مارس 1934 في راوز رن ‏ في الولايات المتحدة.

## وصلات خارجية
- بوبي لوك على موقع دوري كرة القاعدة الرئيسي (الإنجليزية)
- بوبي لوك على موقعبيزبول رفرنس.كوم (الدوري الرئيسي) (الإنجليزية)
- بوبي لوك على موقعبيزبول رفرنس.كوم (الدوري الثانوي) (الإنجليزية)
- بوبي لوك على موقع إي إس بي إن.كوم (أم.أل.بي) (الإنجليزية)
- بوبي لوك على موقع مشجعي الرسوم البيانية (الإنجليزية)